# Паршин, Павел Анатольевич
Павел Анатольевич Паршин (укр. Павло Анатолійович Паршин; род. 5 августа 1975, Житомир) — украинский футболист и тренер.

## Игровая карьера
Воспитанник ДСДЮШОР «Спартак» (первый тренер — Александр Горелов). Закончил Киевский спортинтернат (тренер — Виталий Хмельницкий). После окончания интерната был приглашён во вторую команду киевского «Динамо», где отыграл два с половиной сезона.
В 1995 году перешёл в винницкую «Ниву», в составе которой сыграл 58 матчей в высшей лиге. Благодаря выходу «Нивы» в финал Кубка Украины (1996), Паршин принял участие в матчах розыгрыша Кубка Кубков.
После тоо как винницкий клуб возглавил Павел Касанов Паршин перестал проходить в основной состав. Руководство клуба отдало футболиста в аренду сначала никопольскому «Металлургу», а затем житомирскомц «Полесью». Современем житомирская команда выкупила контракт игрока. В Житомире Паршин выступал 7 лет до самого расфоримрования клуба в 2004 году.
Последние годы карьеры доигрывал в «Николаеве» и «Горняке» (Кривой Рог).

## Тренерская карьера
2 октября 2006 года начал работать тренером-преподавателем в средней детско-юношеской футбольной школе олимпийского резерва (Житомир).